# Mie Højlund
Mie Enggrob Højlund, née le 24 octobre 1997 à Favrskov, est une handballeuse internationale danoise évoluant au poste de demi-centre.

## Biographie
Mie Højlund joue dans les équipes de jeunes du Randers HK à partir de 2013. Dès 2014, l'arrière intègre l'équipe première qui évolue en championnat du Danemark. Avec Randers, elle remporte la coupe du Danemark lors de la saison 2016-2017. Pour cette saison 2016-2017, elle est élue meilleure joueuse du championnat du Danemark.
À l'été 2017, elle rejoint le Odense Håndbold.
Mie Højlund joue régulièrement pour les équipes de jeunes du Danemark, avec lesquelles elle participe championnat du monde jeunes 2014, au championnat d'Europe junior 2015 et au championnat du monde junior 2016,,. Avec le Danemark, elle remporte une médaille de bronze au championnat du monde jeunes, et gagne le championnat d'Europe et le championnat du monde junior. Le 7 octobre 2016, elle fait ses débuts en équipe nationale senior face à la Norvège. Mie Højlund participe au championnat d'Europe 2018 en France. Le Danemark termine à la huitième place, éliminé au tour principal.

## Palmarès

### En club
compétitions nationales
- vainqueur de la coupe du Danemark en 2017 (avec Randers HK)

### En sélection
Championnats du monde
- troisième du championnat du monde 2021

Championnats d'Europe
- 8e place du championnat d'Europe 2018

Autres
- vainqueur du championnat du monde junior en 2016
- vainqueur du championnat d'Europe junior en 2015[9]
- troisième du championnat du monde jeunes en 2014

### Distinctions individuelles
- élue meilleure joueuse du championnat du Danemark en 2017